# Främmestad
Främmestad – miejscowość (tätort) w Szwecji, w regionie administracyjnym (län) Västra Götaland, w gminie Essunga.
Według danych Szwedzkiego Urzędu Statystycznego liczba ludności wyniosła: 391 (31 grudnia 2015), 396 (31 grudnia 2018) i 385 (31 grudnia 2019).